# Купальщицы (картина Сезанна, 1900)
«Купальщицы» — картина Поля Сезанна, написанная около 1900 года.
Мотив купальщиц был неотъемлемой частью творчества Сезанна на протяжении более сорока лет. Основываясь на этом мотиве, Сезанн экспериментировал с цветом и композицией.
Поль Сезанн редко использовал натурщиц для своих композиций, но опирался на другие произведения искусства. Не являются исключением и «Купальщицы». В позе женщины, стоящей лицом к зрителю, можно увидеть аллюзию на «Апофеоз Генриха IV» Рубенса (1622—25, Лувр), фигуру Победы из которой Сезанн не раз копировал. У Сезанна эту фигуру заимствовал Пикассо, использовав её в картине «Авиньонские девицы» (1907, Музей современного искусства, Нью-Йорк). Художник также владел гипсовой скульптурой Купидона работы Пюже (Puget) или Дюкенуа (Duquesnoy), хранящейся сейчас в Лувре. Он использовал эту скульптуру в нескольких своих натюрмортах, а на этой картине Сезанн передал положение ног и наклонённую назад позу Купидона в фигуре женщины, стоящей спиной к зрителю. Некоторые исследователи связывают мотив «Купальщиц» с романом Флобера «Мучения святого Антония».
На данной картине обнажённые женщины помещены в пространство без места и времени. Светлые фигуры резко выделяются на размытом зелёном фоне и как бы объединены одним гармоничным визуальным ритмом. Изначально на картине было пять купальщиц. Закрашенную фигуру ещё одной женщины можно заметить в правой части картины. Вероятно, Сезанн, пытаясь воплотить свой замысел, остался неудовлетворён и впоследствии изменил картину, удалив одну из купальщиц, чем добился большей стабильности композиции.
Картина выполнена в характерном для Сезанна стиле мазков в двух направлениях. Достигнутый этим эффект оказал определённое влияние на кубизм, однако это было отмечено критиками лишь спустя более десятилетия с момента написания картины, когда идеи кубизма стали широко известны.
Картина «Купальщицы» была приобретена Новым фондом Карлсберга в 1956 году у Марианны Файльхенфельдт и в том же году была передана в Новую глиптотеку Карлсберга, где хранится и по сей день. Инвентарный номер MIN 2790.

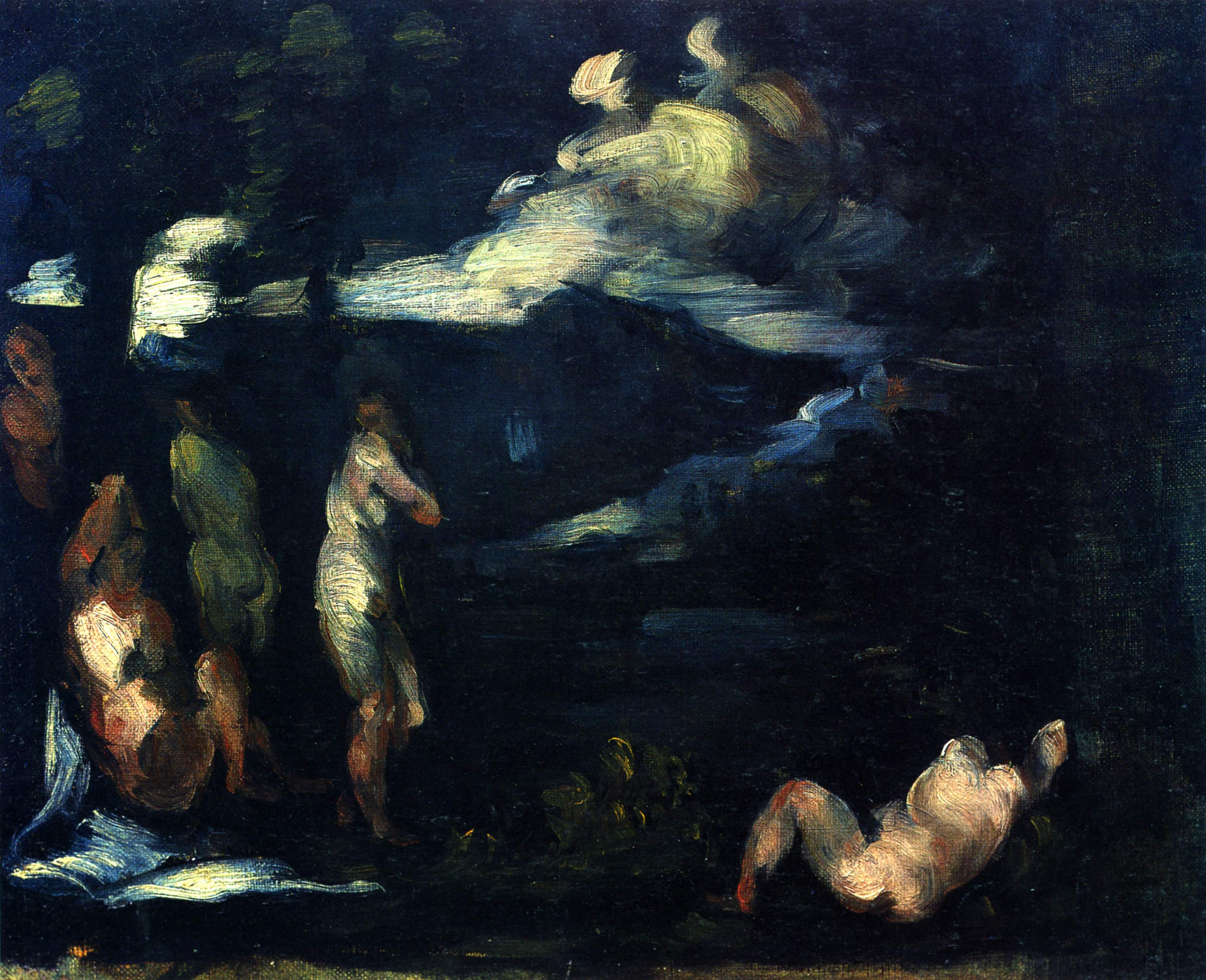
ок. 1870
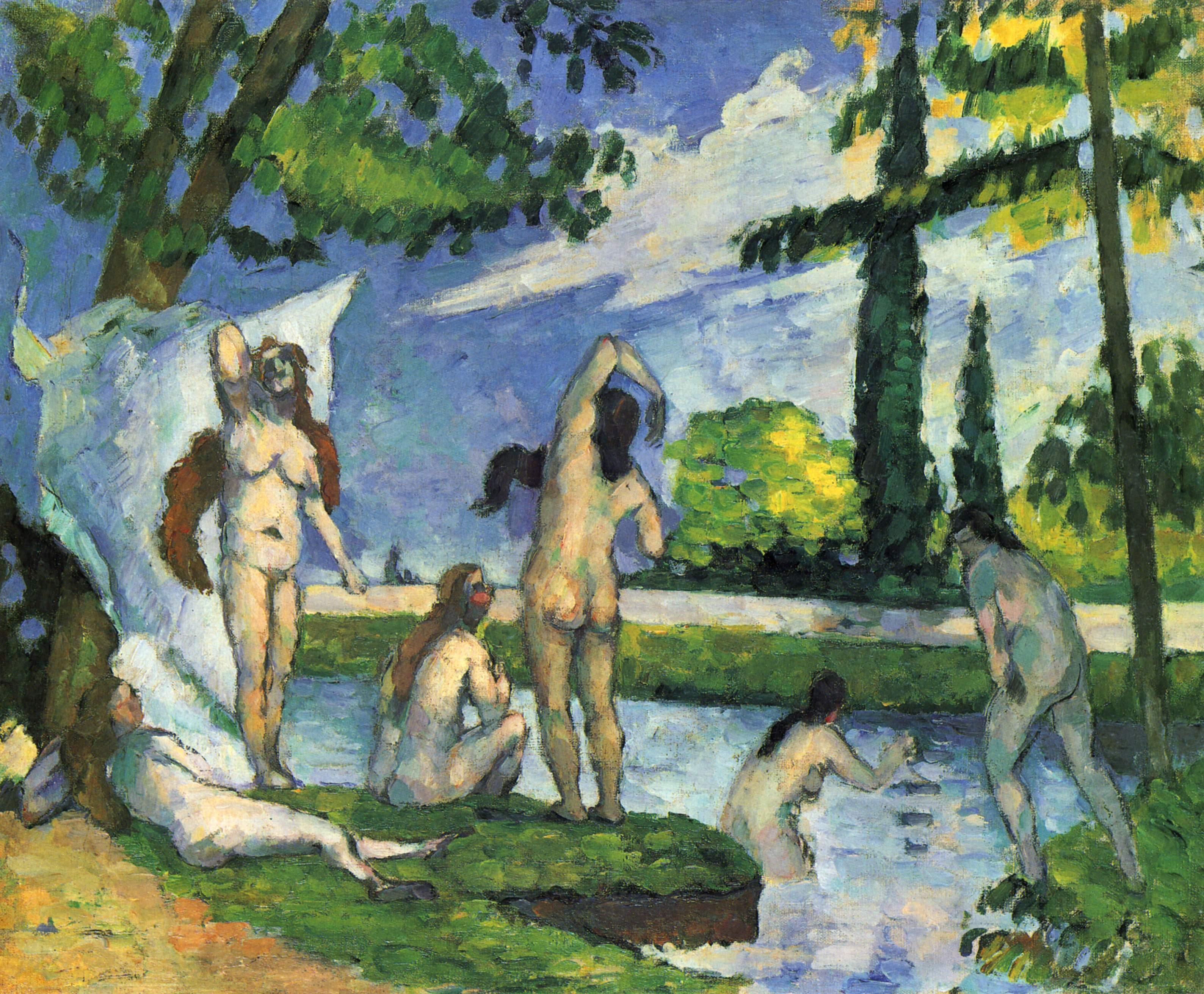
1874—1875
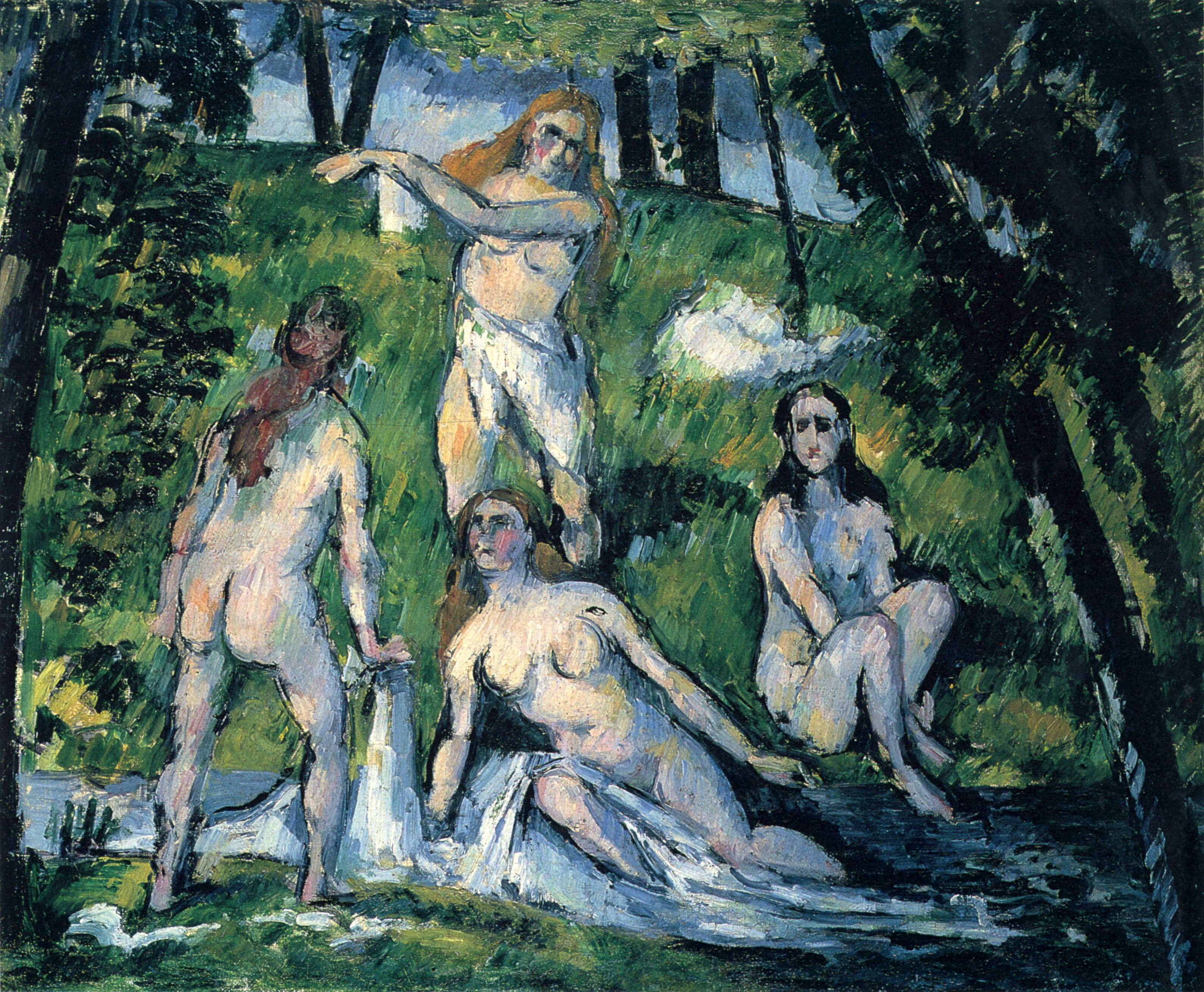
1877—1878
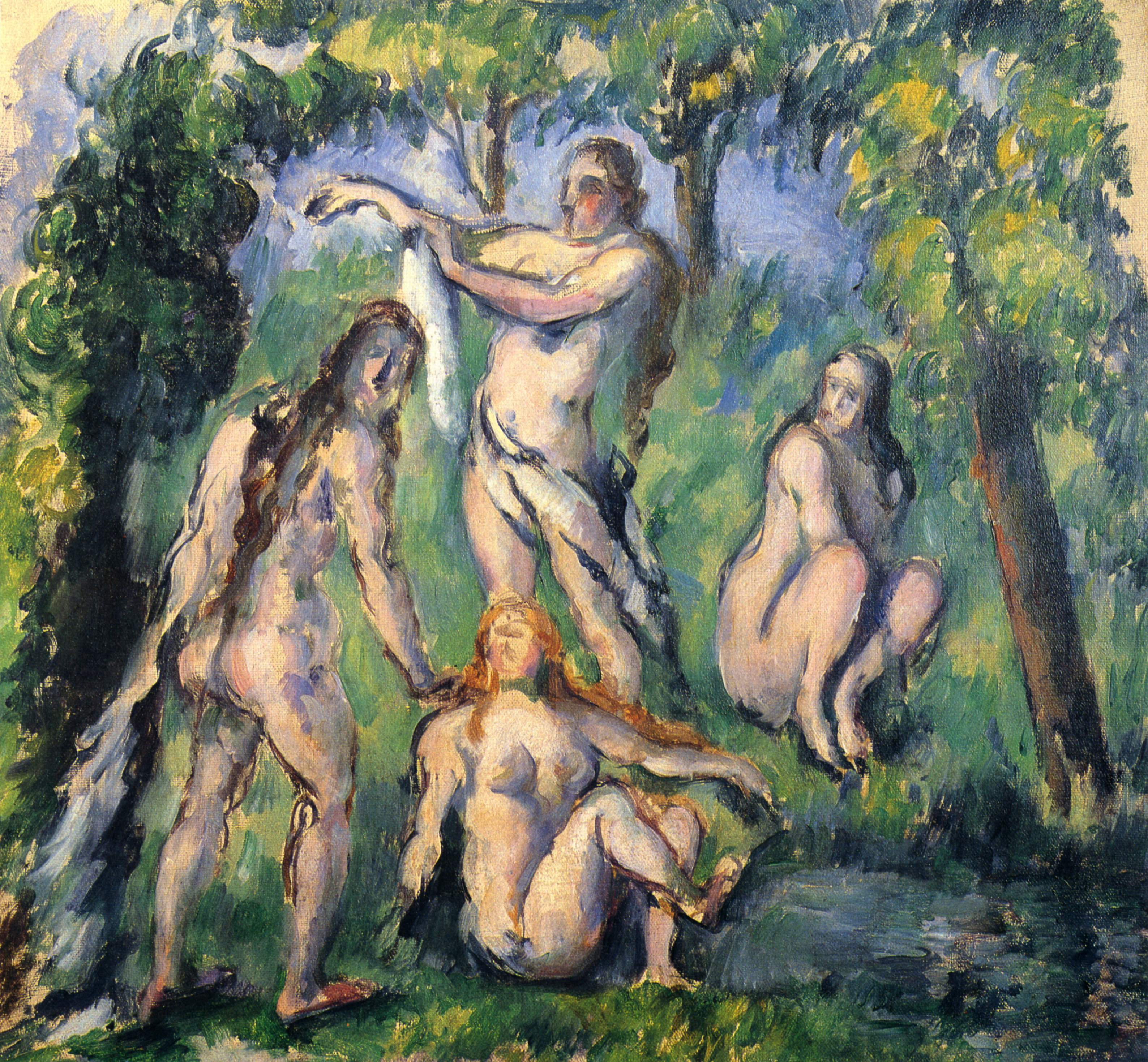
ок. 1880
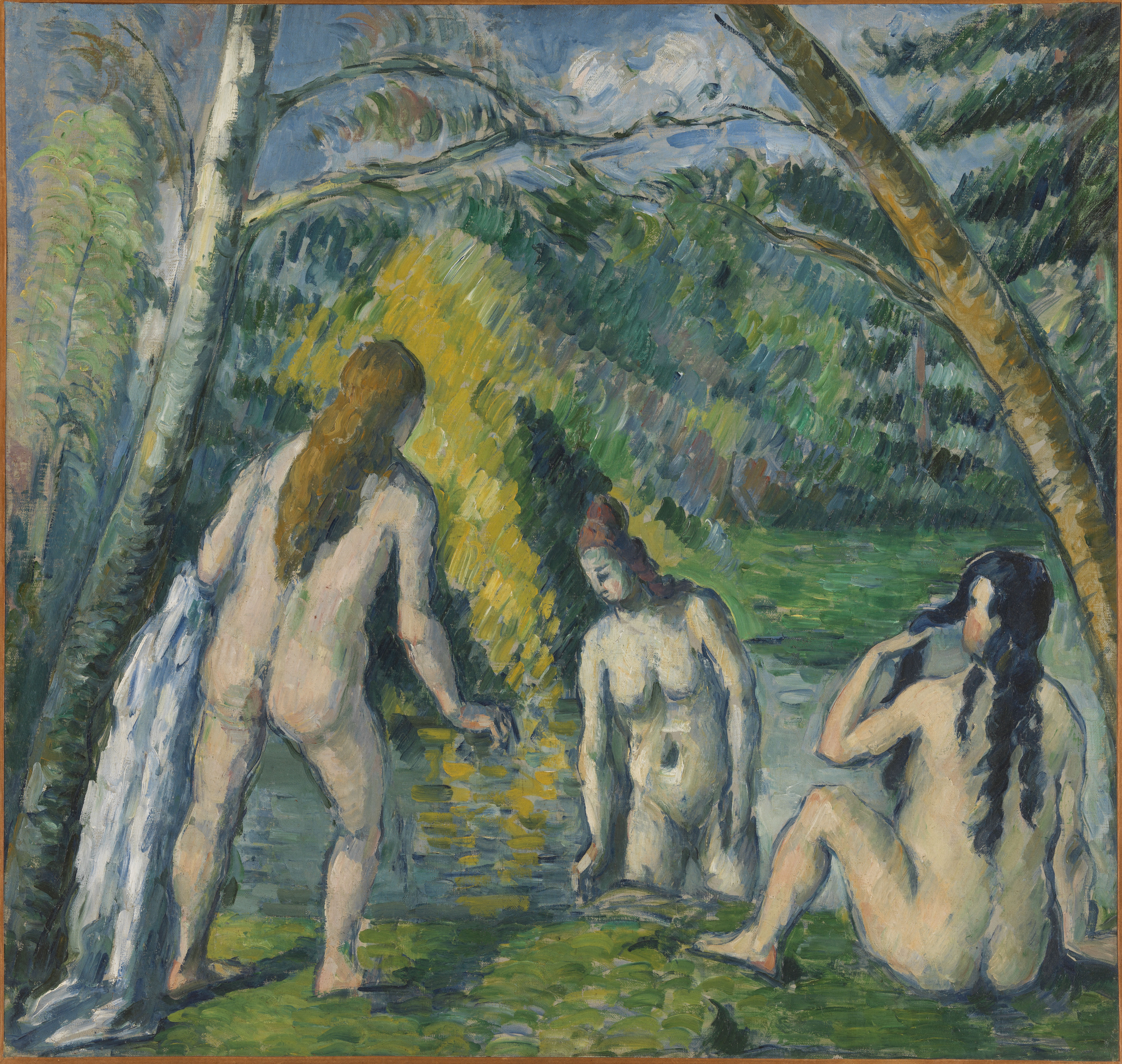
1879—1882
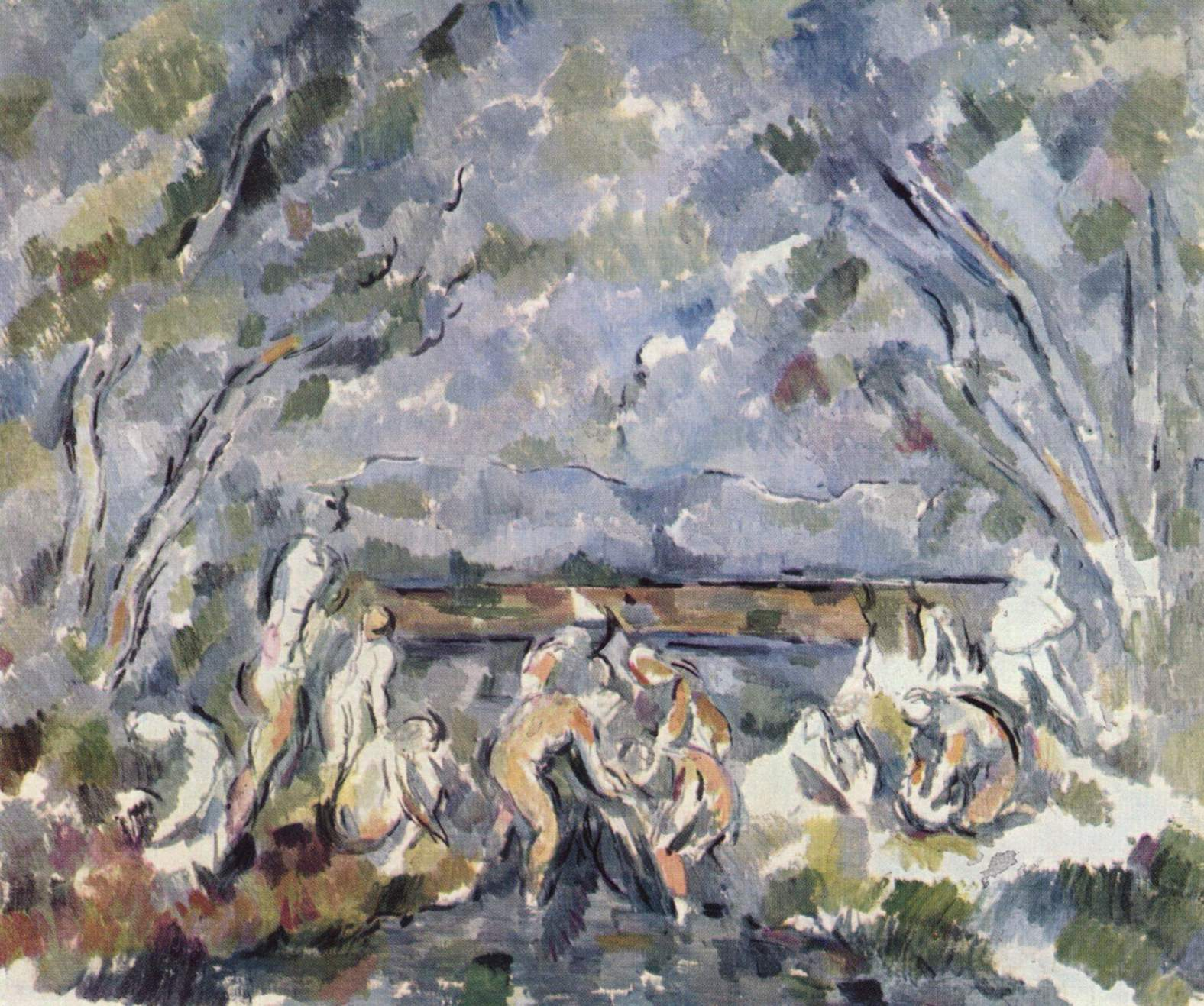
1900—1905
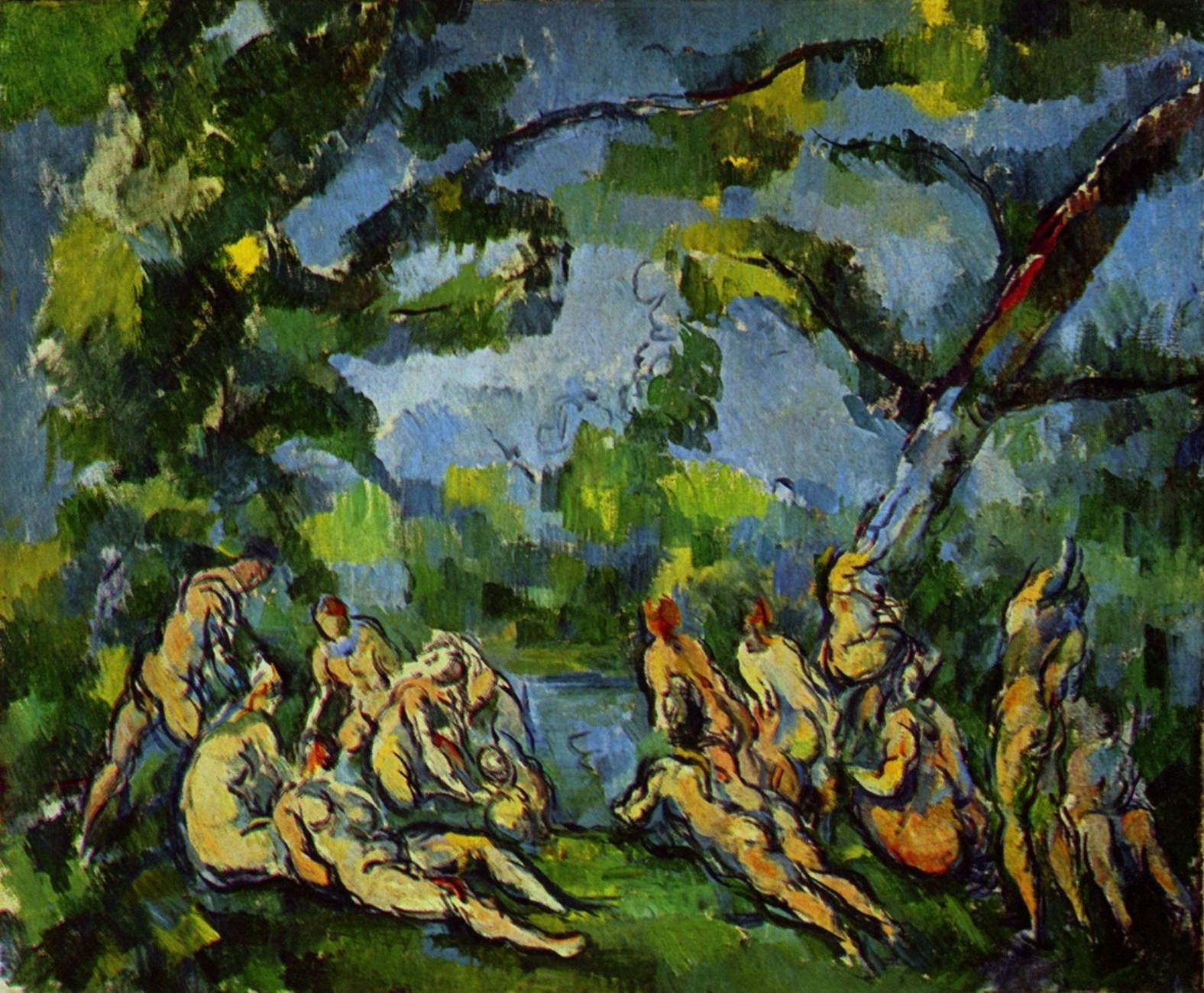
1900—1905
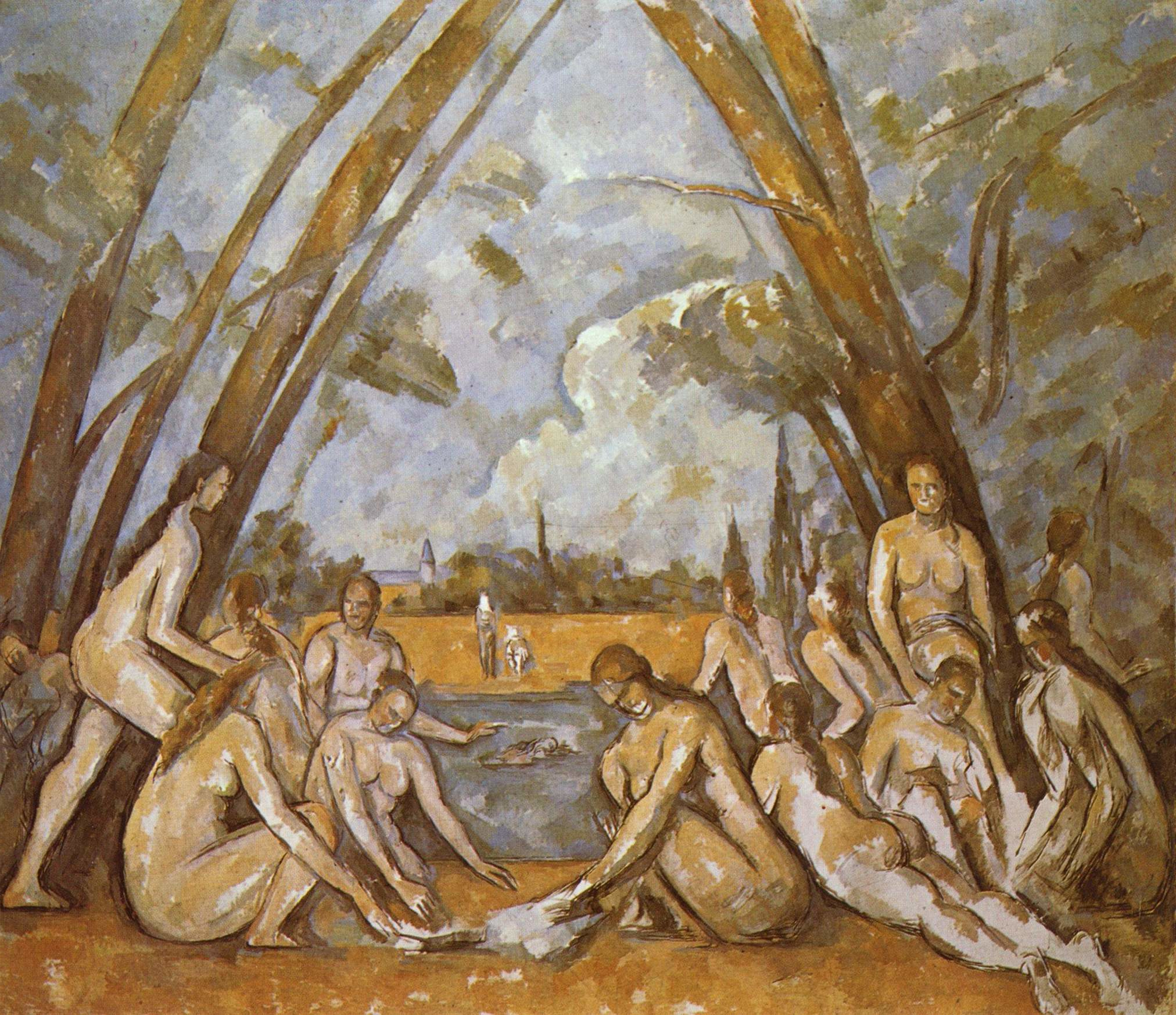
1898—1905
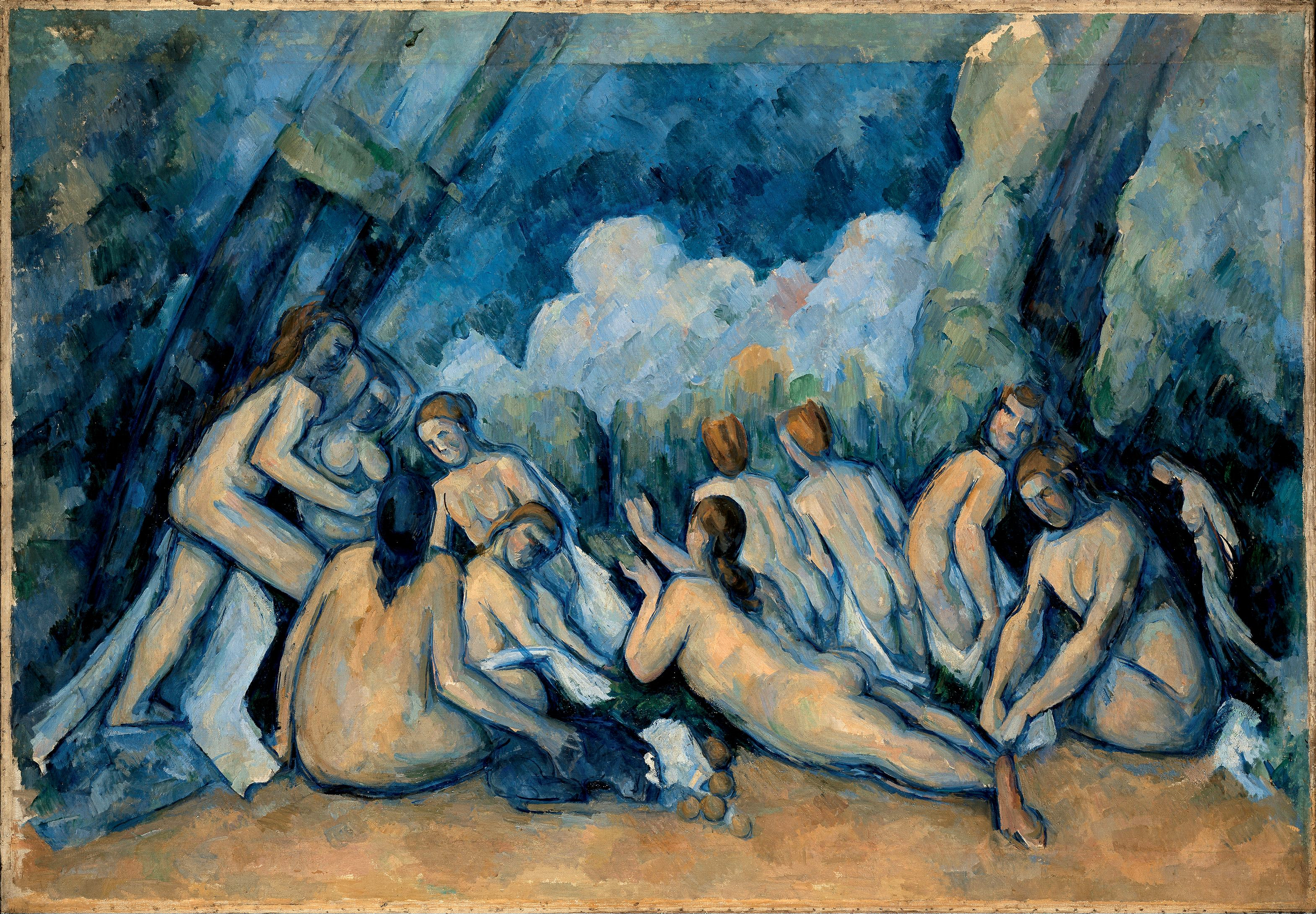
1894—1905
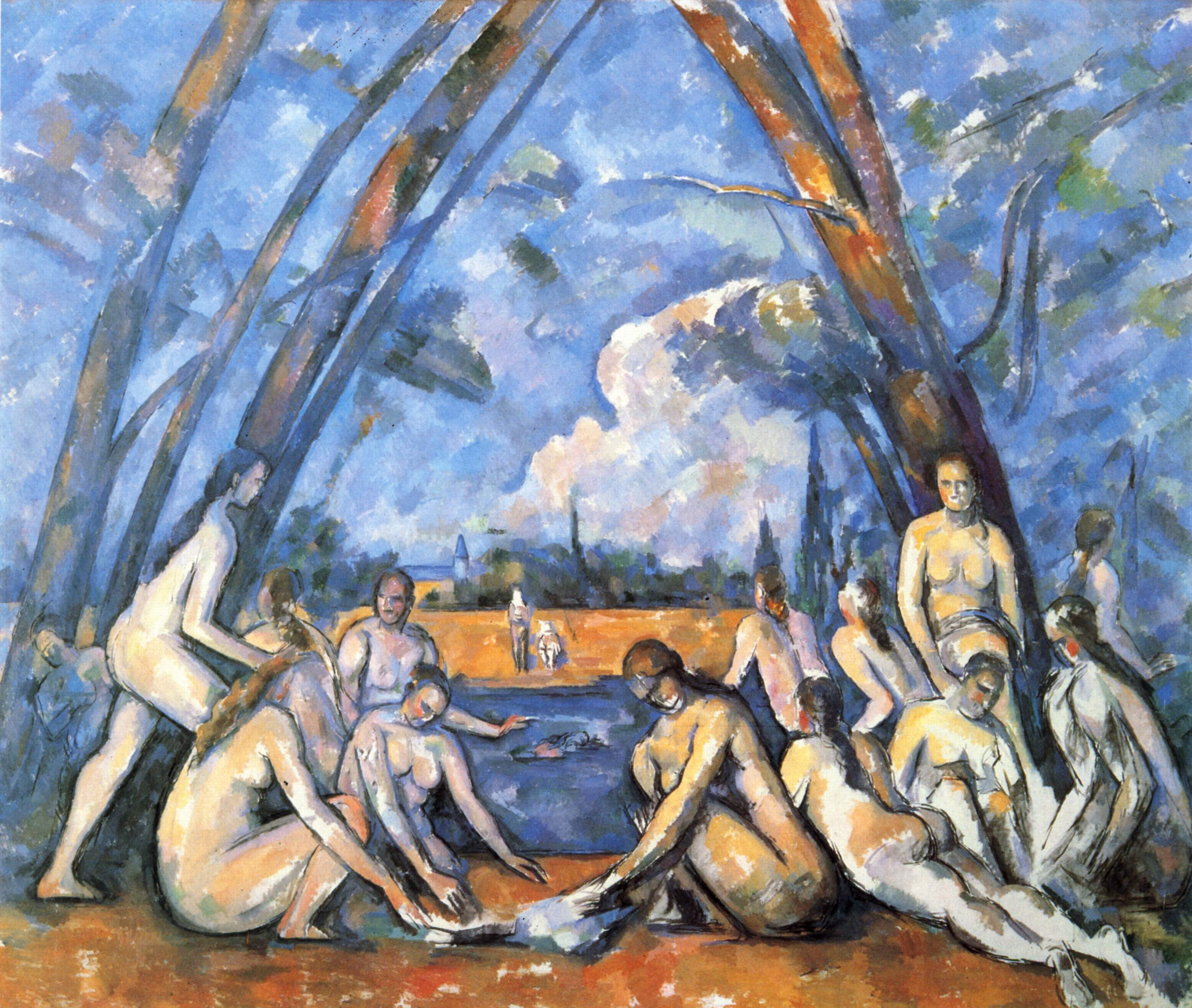
ок. 1906